# Dioscorea macbrideana
Dioscorea macbrideana är en enhjärtbladig växtart som beskrevs av Reinhard Gustav Paul Knuth. Dioscorea macbrideana ingår i släktet Dioscorea och familjen Dioscoreaceae. Inga underarter finns listade i Catalogue of Life.